# Magyarország csatlakozása az euróövezethez
Az euró magyarországi bevezetésére nincs hivatalos céldátum. Az euróbevezetés feltételeit Magyarország mindeddig csak részlegesen vagy egyáltalán nem tudta teljesíteni, emiatt a bejelentett céldátumok is jelentőségüket vesztették. A magyar kormány 2011-ben még 2018 és 2020 közé tette a lehetséges időpontot, azonban 2015-re nyilvánvalóvá vált, hogy ez az Orbán-kormány számára nem cél, és akár évtizedekig nem lesz még magyar euró.

## Az első Orbán-kormány tervei
Az első Orbán-kormány 2001-ben 2007. január 1-jei euró bevezetést tűzött ki célnak. 1998 és 2002 között 14,3%-ról 9%-kal csökkent az infláció 5,3%-ra. 2000-ben az államadósság az elvárt 60% alá csökkent (55%-ra), államháztartási hiányt pedig sikerült 3%-ra leszorítani, vagyis a konvergenciakritériumok elérhető közelségbe kerültek. (Az euró az eurózóna kezdeti országaiban 2002. január 1-jével került először bevezetésre.)

## A Medgyessy-kormány tervei
Miután Medgyessy Péter miniszterelnök 2003. július 16-án bejelentette, hogy Magyarország 2008-ban szándékozik bevezetni a közös fizetőeszközt, a Magyar Hírlap 2003. július 24-én közölte Perger István vitaindító cikkét a majdani magyar euróérméken megjelenítendő motívumokról. Az újság olvasóinak véleményére is építő újabb cikk 2003. december 31-én jelent meg.
A következő évben, 2004 májusában Magyarország az Európai Unió hivatalos tagja lett. A romló makrogazdasági adatok miatt a bevezetés tervezett dátumát 2009-re tolták ki.

## Az első és második Gyurcsány-kormány tervei
2005-ben a száznapos program, illetve az azt követő felelőtlen költekezések negatív gazdasági hatásai miatt ismét egy évvel halasztani kellett az euró bevezetésének céldátumát, ám egyes elemzések már 2013-2014-ig kitolták a bevezetés vállalható időpontját.
Az idő előrehaladtával, és a céldátum folyamatos elhalasztásával világossá vált, hogy nagyobb költségvetési szigorra van szükség az euró bevezetési feltételeinek teljesítéséhez, szakítani kell az MSZP-SZDSZ kormányok felelőtlen és osztogató politikájával. Magyarország hosszú időn keresztül egyik maastrichti kritériumot sem tudta teljesíteni.
A második Gyurcsány-kormány nem nevezett meg céldátumot a közös pénz átvételére, mivel a kormány és a jegybank lemondott arról, hogy 2008-ban bejelentse a közös valuta bevezetésének dátumát. A kormány 2006-ban konvergenciaprogramot állított össze a maastrichti kritériumok mielőbbi teljesítése végett. Az Európai Központi Bank (EKB) 2008. május 7-ei konvergenciajelentése mélyen lesújtó volt Magyarországot illetően. Egyik kritériumot sem teljesítette Magyarország, valamint a jegybank függetlensége sem felelt meg az elvárásoknak, illetve az intézményi követelményeknek sem felelt meg az ország. 2008 júliusában a Nemzeti Bank elnöke még mindig nem mondott konkrét időpontot az euró bevezetésére, mivel még egyik kritériumot sem sikerült teljesíteni.
A 2008-as gazdasági világválság és a Gyurcsány-kormány sokat és sokak által bírált politikájának hatására a forint-euró árfolyam a korábbi 230-240-es átváltási szintről közel 320-ig emelkedett, mely hosszú távon megrontotta az euró bevezetésének esélyeit. Gyurcsány Ferenc 2009 februárjában bejelentette, hogy szeptember 30-ig hivatalos konvergenciaprogrammal állnak elő, majd Brüsszelbe utazott az euró bevezetési feltételeinek enyhítését kérve, melyet azonban elutasítottak. A bejelentés Gyurcsány Ferenc márciusi lemondásával érvényét vesztette, a 317,45 forint/eurós árfolyam minden korábbi negatív rekordot megdöntött. Azóta ez a negatív csúcs is „megdőlt” a második Orbán-kormány időszaka alatt: 2012 januárjának elején 320 forint fölé ugrott az euró árfolyama, később, a negyedik és ötödik Orbán-kormány alatt újabb negatív csúcsokat élt meg az árfolyam.

## A Bajnai-kormány tervei
A Bajnai-kormány 2009. májusi színre lépését követően elsősorban a válságkezelésre koncentrált. Az Nemzetközi Valutaalaptól (IMF) kapott hitel erősen korlátozta a kormány mozgásterét, a költségvetési hiány 2009-ben nem lépheti túl a 3,9%-ot, ez azonban még mindig magasabb az ERM-II-be lépéshez szükséges 3%-nál.
A gazdasági válság és a Bajnai-kormány egyes lépései hatására szintén nem teljesült az inflációs cél, a 3,2%-os limitet 2009 elején még sikerült tartani, ám a 2009. novemberi adat szerint az infláció 5,2%-ig szökött fel, amiben jelentős szerepe volt az áfa általános kulcsának nagyarányú, 20-ról 25%-ra emelésének. Szintén növekedett az államadósság is, ami 2009 második negyedévében a GDP 76,9%-áig emelkedett, mely jócskán túllépi a 60%-os kritériumszintet.
Bajnai Gordon 2009. december közepén úgy nyilatkozott, hogy ha minden jól megy, négy éven belül bevezethetjük az eurót; 2010 januárjában egy sajtótájékoztatón a 2014-es euróbevezetést helyezte kilátásba, ezt azonban a legtöbb más szakember elhamarkodottnak, irreálisnak tartotta. Kolba Miklós, az ING szakértője szerint 2017-18 körül, nagyon kedvező esetben 2015-16-ban lehet átvenni az eurót, de a 2014-es csatlakozás szinte teljesen irreális. A Bank of America–Merrill Lynch (BoA-ML) bankcsoport londoni befektetési és elemző részlegének 2010. februári előrejelzése ezzel szemben reálisnak tartotta a 2014-es céldátumot: „ha a következő kormánynak eltökélt szándéka lesz az euróövezeti csatlakozás, az 2014 januárjáig megvalósítható, és ezzel az akkori kormány támogatottsága éppen az abban az évben esedékes választások előtt erősödhet”. A görög válság hatására az Index 2010 májusában közönségszavazást indított annak kiderítésére, melyik valutát választanák a legtöbben abban az esetben, ha felbomlana az eurózóna. Harmincezer szavazat alapján a felkínált nyolc közül a legnépszerűbb pénznemnek a svájci frank bizonyult, amelyet a magyar forint, majd a német márka követett.

## A második, harmadik, negyedik és az ötödik Orbán-kormány tervei
A második Orbán-kormány szintén nem nevezett meg céldátumot, a későbbi években pedig az Orbán-kormányok különféle indokokkal egyre inkább eltávolodtak az euró bevezetésének lehetőségétől. 2010-ben úgy tűnt, hogy legkorábban 2014-ben lehetne euró Magyarországon, ám egyes szakértők nem tartották reálisnak ezt az időpontot. Heim Péter, a Századvég Gazdaságkutató Zrt. egyik alapítója szerint 2015-ben vezetheti be Magyarország az eurót, illetve némi erőfeszítéssel a 2014-es év is szóba jöhet. A Fitch Ratings nemzetközi hitelminősítő cég 2010. május 6-án kiadott értékelésében szintén 2015-re tette Magyarország lehetséges legkorábbi csatlakozását az eurózónához. Varga Mihály, a Miniszterelnökség államtitkára 2010. szeptember 13-án az MTV-ben azt nyilatkozta, hogy 2014-15-re biztosan megvalósulnak az euró bevezetésének feltételei. 2010. október végén még 2014-es céldátum tűnt a lehetséges legkorábbinak, ám decemberre a JP Morgan és a BNP Paribas előrejelzése alapján 2019-re csúszott a céldátum.
Orbán Viktor 2011. február 5-én egy sajtótájékoztatón azt mondta, hogy 2020 előtt nem reális cél bevezetni az eurót. Néhány hónappal később már a 2018-as bevezetést is lehetséges időpontnak nevezte a miniszterelnök és nemzetgazdasági minisztere, Matolcsy György is. Az elhalasztást erősítette, hogy 2014-től, a harmadik Orbán-kormány idejétől kezdve új tízezer forintos papírpénzt kezdtek el nyomtatni, amit 2017-ig terveznek a többi forintcímlettel is megtenni. A papírpénzek cseréjére amiatt pont a tízezressel kezdődött, mert ebből a címletből van a legtöbb forgalomban és állítólag ezt hamisítják a leginkább. A címletek cseréje előreláthatólag 15-20 milliárdjába kerül majd a jegybanknak 2017-ig. Mindezek fényében előreláthatólag hosszú ideig nem várható Magyarországon az euró bevezetése. Ugyanakkor 2015. január 19-én Rogán Antal Fidesz-frakcióvezető bejelentette, hogy szerinte 2020-ra teljesülhetnek ugyan az euró magyarországi bevezetésének feltételei, de ezt akkor érdemes lesz majd megfontolni, mivel az ország inkább rosszul járna, ha az eurót választaná a forint helyett fizetőeszköznek. Hozzátette, hogy az euró bevezetéséhez módosítani kellene az alaptörvényt is, mely kimondja, hogy Magyarország fizetőeszköze a forint. Orbán 2015. június 3-án a Napi Gazdaságnak adott interjújában kitért rá, hogy véleménye szerint a 2008-as gazdasági válság miatt már nem olyan vonzó az euróövezethez való csatlakozás, mert az övezet nehezen viselte a válság hatásait, amik akár meg is ismétlődhetnek, ezért Magyarország egyelőre akkor van stabilabb helyzetben, ha a saját valutájánál marad.
Egy évvel később, 2016. július 19-én Varga Mihály ekkor már nemzetgazdasági miniszter egy Magyar Hírlapnak adott interjúban Rogán egy évvel korábbi nyilatkozatához hasonlóan ugyancsak arról beszélt, hogy 2020-ra Magyarország nagy eséllyel bevezetheti az eurót, de erre akkor van esély, ha az eurózóna  gazdasági folyamatai tartósak maradnak, és közelebb kerül az ország gazdasági fejlettségben az európai átlaghoz, valamint javul a termelékenység. Varga szerint ehhez viszont stabilabb euró kell, biztosabb lábakon álló, közös, fiskális politikával. Úgy fogalmazott: „A forint nevű házból akkor érdemes elköltöznünk, ha biztonságosabb fedelet találunk.” Egyes vélemények szerint a 2020-as bevezetés azért is kétséges, mert az Orbán-kormány olyan gazdaságpolitikát folytat, ami eleve kérdőjelessé teszi a bevezetés feltételeinek az elfogadását és számos EU-s szabállyal szembe megy. Ehhez tartozik, hogy a Magyar Nemzeti Bankkal (MNB) kapcsolatban is számos kifogás jelent meg uniós részről (ellentmondásos összeférhetetlenségi szabályok, nem monetáris célokat végző MNB-alapítványok, állami feladatok átvállalása stb.), melyek ügyében szintén nem történt változás, ezek pedig arra utalnak, hogy az Orbán-kormánynak valóban nem annyira fontos az euróövezethez való csatlakozás.
2017 szeptemberében az MNB állt elő olyan javaslatokkal, amelyek alkalmasak az „euróérettség” eldöntésére, mert szerintük a maastrichti feltételek „elavultak”. Ezek a javaslatok a szigorúbb feltételekkel azonban még nehezebben tennék lehetővé az euró bevezetését a maastrichti feltételeknek amúgy sem eleget tenni képes Magyarország számára. Egyes vélemények szerint ezzel a Fidesz-kormány lemondott az euró bevezetéséről.
A negyedik Orbán-kormány idején, 2019. március 27-én Patai Mihály, a Magyar Bankszövetség elnöke úgy fogalmazott az MNB alelnöki meghallgatásán, hogy Magyarország Csehországgal együtt akár pár hónapon belül beléphetne az eurózónába, csak a magyar államadósság mértéke kérdéses. Patai ugyanakkor azt is megjegyezte, hogy a magyar euróbevezetés nyitott kérdés, és hogy ő „csak a pénzügyi szempontokat látja”, miközben az euró bevezetése nemzeti stratégiai kérdés.
2019 végén Matolcsy György ekkor már jegybankelnök Financial Times-ban megjelent véleménycikke szerint hiba volt az euró bevezetése, mert a közös valutához szükséges fiskális feltételek hiányoztak. Varga Mihály pénzügyminiszter viszont úgy nyilatkozott, uniós tagságunkkal vállaltuk az euró bevezetését, és még ha nincs is céldátum a bevezetésére, a kormány nem tett le az euróról. Elemzők ugyanakkor továbbra sem tartották esélyesnek az euró közeljövőbeli bevezetését. 2020 elején újabb történelmi rekordot döntött a forint árfolyama az euróval szemben, előbb 337, majd 340 forinttal. A nem sokkal ezután kitört koronavírus-járvány miatt 370-ig is zuhant az amúgy is gyenge árfolyamú forint.
Matolcsy 2021 júniusában is szkeptikusan viszonyult az euróhoz, szerinte Magyarország veszítene a bevezetésével, ahogy „mindenki rosszul járt, aki az eurót átvette, és az nyert, aki megtartotta a nemzeti valutáját”, mert a jóléti államok is saját valutával érték el a gazdasági prosperitást. Később egyéb az eurót bíráló véleménye mellett olyat is megfogalmazott, hogy kétféle euró kéne, külön az északi és a déli országoknak. Bodnár Zoltán volt jegybank alelnök szerint Matolcsynak „szakorvosi segítségre” lenne szüksége, mikor ilyeneket állít, hozzátéve, hogy megsértette független jegybankelnöki pozícióját, mikor par excellence politikai nyilatkozatot tett az ellenzék kritizálásával, akik választási ígéretük szerint 2022 után bevezetnék az eurót. Közgazdasági érvek alapján azonban kevéssé tartják valószínűnek, hogy ez sikerülne, miután Magyarország a legtöbb bevezetési feltételnek továbbra sem felel meg.
Matolcsy aztán magának is ellentmondva, 2021 augusztusában a forint 75. születésnapján tartott beszédében kimondta, hogy „Magyarország be akarja vezetni az eurót”, bár konkrétumokat nem mondott, helyette megint egy MNB általi 12 pontos kiáltványt tett közzé, amiben a szerintük sikeres és biztonságos bevezetés feltételei szerepelnek. A bevezetés időpontja továbbra is bizonytalan, ami az MNB szerint akár 2030 utánra is tolódhat. Békesi László volt pénzügyminiszter szerint azért sem akarja az Orbán-kormány az eurót, mert akkor az MNB-n keresztül történő devizaügyletekből származó haszontól is elesne.
2022 március elején – részben az orosz-ukrán háború miatt – előbb 383, aztán 387, majd még 400 forint fölé emelkedett az euró árfolyama. Nem sokkal az ötödik Orbán-kormány megalakulása után Orbán és az MNB bejelentései lökték ismét rekord közelébe, 390-es árfolyamig az eurót. Június közepére megint rekord 400 forintos euróárfolyam volt jelen, miközben a régió valutái közül egyik sem értékelődött le ennyire. Gulyás Gergely miniszter szerint a környező országok valutáival megegyező mértékben értékelődött le a forint, majd a Bajnai-kormányt kritizálta azzal, hogy akkor is „rekordgyenge 310 forint volt az euró”, Gulyás azonban ezzel kapcsolatban nem mondott igazat, amit később el is ismert.
Navracsics Tibor, az ekkori uniós források felhasználásáért és területfejlesztéséért felelős tárca nélküli miniszter 2022. június 23-án úgy nyilatkozott egy interjúban, hogy bár fontosnak tartja a Magyarországnak járó uniós források és támogatások megszerzését, egyetért azzal a kormányzati állásponttal, hogy a 400 forint környékén járó euró bevezetése nem időszerű. Hasonlóképpen fogalmazott Nagy Márton gazdaságfejlesztési miniszter is június 30-án egy konferencián: „Mi van? Ne haragudj... Eurózóna? Hagyjuk már!” Nagy szerint az euró bevezetése bizonytalan és a feltételei sem látszódnak biztonságosnak.
2022 júliusában további rekordmértékre gyengült a forint, ami egy időben 416 forint is volt, elemzők szerint ez évben akár 450 forintig is eshet a forint árfolyama, egyúttal a dollárral szemben is történelmi mélypontra került 391 forinttal. A kormányzat az orosz-ukrán krízissel indokolta a forint rekordgyengeségét, azonban más valuták a krízis ellenére sem vesztettek ennyit az értékükből, a forint pedig már a koronavírus-járvány 2020-as kitörése óta rekordgyenge euróárfolyamokat produkált, ami csak tovább romlott, de már 2017-től látványosan elvált a forint és a környező valuták euróárfolyama, ahol lényegében a forint gyengült a legtöbbet. Kiderült az is, hogy Magyarország tíz év után ismét semmilyen euróbevezetéshez szükséges konvergenciakritériumot sem tud teljesíteni. 2022 szeptember végére az euró és a dollár is további rekordmértékre gyengült: előbbi 424, utóbbi 436 forintot is ért, amik aztán október elejére további rekordra, 426 forint eurós és 437 forint dolláros árfolyamra is gyengültek. A hónap további részében 428 forint is volt az euró.
Bár Varga Mihály pénzügyminiszter ugyanekkor arról beszélt, hogy szerinte Magyarország képes lenne az ERM II-be lépni, Molnár László, a GKI Gazdaságkutató Zrt. vezérigazgatója szerint ez teljesen kizárt. Mint mondta erre 2013–2017 között lett volna reális esély, de akkor a kormányzat menekült az eurótól, jelenleg az ország gazdasági mutatói, úgy mint államháztartási hiány, infláció, GDP-arányos államadósság pedig minden szempontból az eddigi legrosszabbak. Molnár szerint Varga nyilatkozata saját vélemény lehet, mert a kormány és a Jegybank hivatalos álláspontja pont ellentétes ezzel, ezért ezt inkább egy kommunikációs eszköznek tekinti, amivel a „kevésbé szofisztikált” külföldi befektetők felé kívánt a miniszter pozitív üzenetet közvetíteni, de szerinte a legtöbben tisztában vannak a valós helyzettel.
Miután 2023-tól Horvátországban is az euró lett a hivatalos fizetőeszköz Bod Péter Ákos korábbi jegybankelnök egy véleménycikkben elemezte a középkelet-európai térség euróérettségét, amiben Magyarország vonatkozásában azt állapítja meg, hogy a magyar kormánynak nem célja az euró bevezetése, ezért nem is teljesülhetnek azok a gazdasági lépések sem, amelyek elengedhetetlenek az euró bevezetéséhez, ugyanakkor uniós szinten hátrányba kerülnek az euróövezetből kimaradó EU-s tagállamok, ami az országra és a benne élőkre hátrányos.
Kovács Árpád, a Költségvetési Tanács elnöke a Fejér Vármegyei Kereskedelmi és Iparkamara 53. küldöttgyűlésén, Székesfehérváron 2023 májusában arról beszélt, hogy szerinte az euró bevezetéséhez szükséges maastrichti kritériumokat 2024 végére teljesítheti Magyarország, de ugyanekkor azt is elismerte, hogy az ország az egy főre jutó GDP alapján az uniós rangsor alsó harmadának elején áll.
Matolcsy György jegybankelnök egy 2023. június 3-i rádióműsorban az euró „kötelező” bevezetéséről beszélt, ahogy elmondta: „A Magyar Nemzeti Banknak van egy világos, határozott, mindenki számára érthető álláspontja: kötelező bevezetnünk az eurót, ami egy kettős döntés lesz, a magyar kormány és az Európai Bizottság közös döntése.” Szerinte ez csak 2030 után lehetséges, mert Magyarország akkorra éri el az Európai Unió átlagos fejlettségi szintjének nagyjából 90 százalékát, és akkor már felkészült lesz arra, hogy be lehessen vezetni az eurót. Valójában azonban nincs olyan kritérium az euróövezeti csatlakozásnál, hogy el kell érnie a csatlakozni kívánó országnak az Európai Unió átlagos fejlettségi szintjének 90 százalékát, ennek nincs köze az euró bevezetéséhez való felkészültséghez.
Varga Mihály 2023. augusztus 26-án a Tranzit Fesztiválon Tihanyban beszélt az euróbevezetésről, ahol a bevezetés feltételeinek elérését Magyarország alapvető és jól felfogott érdekének nevezte, de hozzátette, hogy akkor történjen meg a csatlakozás az euróövezethez, amikor annak a politikai és gazdasági feltételei optimálisak.
2023. november 20-án Matolcsy György jegybankelnök a jobbikos Balassa Péter kérdésére adott egy hosszabb irásbeli választ a képviselő azon kérdésére, hogy mikor lesz magyar euró. Matolcsy a jegybank korábbi években ismertetett álláspontjainak megismétlése után úgy fogalmazott, hogy „Magyarország jelenleg még nem áll az euroérettség megfelelő szintjén.” Közlése szerint bár az MNB elkötelezett a bevezetés mellett, és mindent megtesz az ország bevezetési feltételeinek eléréséért, ehhez „egy átfogó versenyképességi fordulat végrehajtására” lenne szükség.
2024 végén az akkor ismét rekordközelbe, 410 forintos euróárfolyam környékére gyengülő forint kapcsán kérdezték Orbán Viktort, aki úgy válaszolt: „A stabilizálás lehetséges eszközei között az én fejemben az eurózónához való csatlakozás nem szerepel. Az eurózónához való csatlakozás kétségkívül hoz stabilitást, de lefojtja a növekedést, elveszi a fejlődés lehetőségét. Én ebben a kettősségben gondolkodom, ezért azt javaslom Magyarországnak, hogy tartsa meg a gyorsabb fejlődés lehetőségét, ehhez nemzeti valuta kell, a nemzeti valutát ne az eurózónán keresztül stabilizáljuk. Vannak más eszközök is, kéretik azt használni.” Orbán és kormánya nem először húzódozott látványosan az eurótól 2010 óta, a miniszterelnök véleményét közgazdászok ugyanakkor részigazságnak minősítették, mert bizonyos esetekben valóban előny a saját valuta, a fiskális politikának viszont felelősen kell gazdálkodnia vele, hogy ez az előny megmaradjon, Magyarországon viszont az elmúlt években ez a gazdálkodás is rendre elmaradozott. Pár nappal korábban Orbán úgy is nyilatkozott, hogy szerinte a forinttal szembeni spekulációk rángatják a forint/euró árfolyamát.
2025-re teljesültek Bulgária euróbevezetéshez szükséges feltételei, emiatt 2026 januárjától esélyes a közös uniós valuta ottani bevezetése, ezzel pedig már két olyan ország is megelőzte Magyarországot Horvátország után, ami a magyar uniós csatlakozás után lett az EU tagja. Közben a GKI Gazdaságkutató Zrt. ismét kimutatta, hogy Magyarország mennyi gazdasági feltételnek nem tud megfelelni az eurózónához történő csatlakozáshoz, illetve a politikai megnyilatkozások alapján nem is akar.

## Egyéb események
2016. június 7-én jelent meg az Európai Központi Bank (EKB) az évi konvergenciajelentése, melyben Bulgária, Csehország, Horvátország, Magyarország, Lengyelország, Románia és Svédország által a legutóbb jelentés óta elért eredményeit értékelte. Ez alapján kiderül, hogy a hét uniós ország egyike sem tud megfelelni az euró bevezetéséhez szükséges feltételeknek, bár ezeknek a feltételeknek a hiányai országonként különböznek. Az EKB jelentése megjegyzi, hogy a numerikus kritériumok teljesítése szükséges, de nem elégséges feltétele az euró bevezetésének. Az országoknak a belépéshez még fenntartható konvergenciafolyamatról is tanúbizonyságot kell tennie. Ehhez pedig számos országban gazdaságpolitikai iránymódosítására lenne szükség. Az egyensúlytalanságok felhalmozódásának a kivédését számos országban megfelelő költségvetési és makroprudenciális intézkedésekkel és a pénzügyi szektor ellenőrzésének a megerősítésével kellene garantálni. Megállapítást nyert az is, hogy a vizsgált hét ország egyikében sem felel meg a jogi környezet az euró bevezetéséhez, különösen a jegybankok intézményi és gazdálkodási függetlensége terén tapasztalhatóak még hiányosságok. Horvátország kivételével egyetlen országban sem érvényesül maradéktalanul a monetáris finanszírozás tilalma és nem történt meg a jegybank megfelelő mértékű integrálása sem az Eurosystem körébe.
2017. augusztus 14-én a Polgári Világ Pártja országos népszavazási kezdeményezést indított az ERM II. rendszerhez való csatlakozásról. A kérdés hatályát a Nemzeti Választási Bizottság a 2017. szeptember 12-ei ülésén tárgyalta, ahol elutasította a kérdés hitelesítését, mert a döntés nemcsak az Országgyűlésre, hanem a jegybankra is feladatot róna, ezért a párt a Kúriához fordul felülvizsgálatért.
2017. november 22-én a GKI Gazdaságkutató Zrt. Az euró bejövetele a magyarokhoz címmel tartott konferenciát, melyen az euró bevezetésének feltételei mellett az euróövezet tagságának előnyeiről és esetleges hátrányairól kapcsolatban tartottak különböző felszólalók előadást.
Az Európai Központi Bank (EKB) 2024. június 26-án publikált konvergenciajelentéséből kiderül, hogy Magyarország semmilyen euróbevezetési feltételnek nem felel meg, pedig korábban még legalább a részleges teljesülésük átmenetileg megvolt. Igaz, a 2010 óta hatalmon lévő Fidesz-kormányok 2022-re egyre egyértelműbbé tették, hogy nem céljuk az eurózónához való csatlakozás, noha erre a tagállamok garanciát vállaltak.

## Közvélemény
Az euró támogatottsága Magyarországon
Az alábbi közvélemény-kutatás, arra a kérdésre vonatkozik, hogy Magyarországnak meg kellene-e szüntetnie a forintot, és be kellene-e vezetnie az eurót.
| Kutatás ideje    | Kutatás közzététele | Igen | Nem | Nem tudja | Kutatócég     |
| ---------------- | ------------------- | ---- | --- | --------- | ------------- |
| 2024. május      | 2024. június        | 76%  | 20% | 4%        | Eurobarométer |
| 2023. április    | 2023. június        | 72%  | 25% | 3%        | Eurobarométer |
| 2022. április    | 2022. június        | 70%  | 29% | 1%        | Eurobarométer |
| 2021. május      | 2021. július        | 69%  | 26% | 5%        | Eurobarométer |
| 2020. június     | 2020. július        | 66%  | 31% | 3%        | Eurobarométer |
| 2019. április    | 2019. június        | 66%  | 28% | 6%        | Eurobarométer |
| 2018. április    | 2018. május         | 59%  | 32% | 9%        | Eurobarométer |
| 2017. április    | 2017. május         | 57%  | 39% | 4%        | Eurobarométer |
| 201. április     | 2016. május         | 57%  | 37% | 6%        | Eurobarométer |
| 2015. április    | 2015. május         | 60%  | 35% | 5%        | Eurobarométer |
| 2014. április    | 2014. június        | 64%  | 30% | 6%        | Eurobarométer |
| 2013. április    | 2013. június        | 54%  | 39% | 7%        | Eurobarométer |
| 2012. április    | 2012. július        | 58%  | 34% | 8%        | Eurobarométer |
| 2011. november   | 2012. július        | 54%  | 36% | 10%       | Eurobarométer |
| 2011. május      | 2011. augusztus     | 47%  | 42% | 11%       | Eurobarométer |
| 2010. szeptember | 2010. december      | 47%  | 41% | 12%       | Eurobarométer |
| 2010. május      | 2010. július        | 54%  | 36% | 10%       | Eurobarométer |
| 2009. szeptember | 2009. november      | 54%  | 38% | 8%        | Eurobarométer |
| 2009. május      | 2009. december      | 58%  | 34% | 8%        | Eurobarométer |
| 2008. május      | 2008. július        | 47%  | 43% | 10%       | Eurobarométer |
| 2007. szeptember | 2007. november      | 48%  | 38% | 14%       | Eurobarométer |
| 2007. március    | 2007. május         | 49%  | 37% | 14%       | Eurobarométer |
| 2006. szeptember | 2006. november      | 46%  | 45% | 9%        | Eurobarométer |
| 2006. április    | 2006. június        | 56%  | 35% | 9%        | Eurobarométer |
| 2005. szeptember | 2005. november      | 49%  | 37% | 14%       | Eurobarométer |
| 2004. szeptember | 2004. október       | 56%  | 33% | 11%       | Eurobarométer |

## A forint és a kritériumok viszonya
| Időszak              | Ország            | HICP infláció             | Túlzottdeficit-eljárás                 | Túlzottdeficit-eljárás       | Árfolyam                     | Árfolyam            | Hosszú lejáratú kamatláb  | Compatibility of legislation |
| Időszak              | Ország            | HICP infláció             | Költségvetési egyenleg a GDP arányában | Államadósság a GDP arányában | ERM II-tagság                | Árfolyamváltozás    | Hosszú lejáratú kamatláb  | Compatibility of legislation |
| 2022-es EKB-jelentés | Referenciaértékek | Max. 4.9% (2022. április) | Nincs (2022. május 25.)                | Nincs (2022. május 25.)      | Min. 2 év (2022. május 25.)  | Max. ±15% (2021-re) | Max. 2.6% (2022. április) | Igen (2022. március 25.)     |
| 2022-es EKB-jelentés | Referenciaértékek | Max. 4.9% (2022. április) | Max. 3.0% (2021-es üzleti év)          | Max. 60% (2021-es üzleti év) | Min. 2 év (2022. május 25.)  | Max. ±15% (2021-re) | Max. 2.6% (2022. április) | Igen (2022. március 25.)     |
| -------------------- | ----------------- | ------------------------- | -------------------------------------- | ---------------------------- | ---------------------------- | ------------------- | ------------------------- | ---------------------------- |
| 2022-es EKB-jelentés | Magyarország      | 6.8%                      | Nincs                                  | Nincs                        | Nem                          | -2.1%               | 4.1%                      | Nem                          |
| 2022-es EKB-jelentés | Magyarország      | 6.8%                      | 6.8% (mentesül)                        | 76.8% (mentesül)             | Nem                          | -2.1%               | 4.1%                      | Nem                          |
| 2024-es EKB-jelentés | Referenciaértékek | Max. 3.3% (2024. május)   | Nincs (2024. június 19.)               | Nincs (2024. június 19.)     | Min. 2 év (2024. június 19.) | Max. ±15% (2023-ra) | Max. 4.8% (2024. május)   | Igen (2024. március 27.)     |
| 2024-es EKB-jelentés | Referenciaértékek | Max. 3.3% (2024. május)   | Max. 3.0% (2023-as üzleti év)          | Max. 60% (2023-as üzleti év) | Min. 2 év (2024. június 19.) | Max. ±15% (2023-ra) | Max. 4.8% (2024. május)   | Igen (2024. március 27.)     |
| 2024-es EKB-jelentés | Magyarország      | 8.4%                      | Nincs                                  | Nincs                        | Nem                          | 2.4%                | 6.8%                      | Nem                          |
| 2024-es EKB-jelentés | Magyarország      | 8.4%                      | 6.7%                                   | 73.5%                        | Nem                          | 2.4%                | 6.8%                      | Nem                          |

Jegyzetek
1. ↑  A 2022. júniusi konvergenciajelentés referenciaértékei.[115]
2. 1 2  Franciaország, Finnország és Görögország voltak a referenciaországok.[115]
3. 1 2  Dániának max. ± 2,25% lehet.
4. ↑  A 2024. júniusi konvergenciajelentés referenciaértékei.[117]
5. 1 2  Belgium, Dánia és Hollandia voltak a referenciaországok.[117]